# Chantal Laboureur
 Chatal Laboureur (Friedrichshafen, 4 de janeiro de 1990) é uma jogadora de voleibol de praia alemã que foi medalhista de ouro na edição do Campeonato Europeu de Vôlei de Praia Sub-18 de 2007 na República Tcheca, medalhista de bronze no Campeonato Europeu Sub-23 de 2011 em Portugal e medalhista de ouro na edição de 2012 na Holanda. Também conquistou a medalha de bronze na edição da Universíada de Verão de 2013 na Rússia , além da mesma medalha obtida no Circuito Europeu de Vôlei de Praia – CEV Finals de 2017 na Letônia e a ouro na primeira edição do Campeonato Mundial Militar de Vôlei de Praia em 2014 na Alemanha e medalhista de bronze na edição do Campeonato Mundial Universitário em 2012 no Brasil.

## Carreira
O voleibol começou a fazer parte de sua vida através de sua família pois, sua mãe fundou um departamento de voleibol, incialmente om um grupo formado por seu irmão mais velho, amigos e a própria Chantal que tinha apenas sete anos de idade, depois ingressou no time de voleibol indoor (quadra) do TuS Immenstaad e com 12 anos de idade jogou pelo VfB Friedrichshafen
E mais tarde mudou-se para o Centro de Treinamento Olímpico de Heidelberg, época que tinha 15 anos de idade competindo pelo  VC Olympia Rhein-Neckar , depois mudou-se aos 17 anos para   VC Olympia '93 Berlin,  atuando como ponteira, jogando a primeira e segunda divisão e no ano seguinte mudou-se cm seus colegas para o próprio apartamento, com time juvenil anterior disputou a liga de voleibol e em 2009 tornou-se atleta profissional, atuando no SC Potsdam na temporada 2009-10, também conciliando o sonho de ser médica pela Universidade de Tubinga.
Em 2007 disputou a edição do Campeonato Europeu de Vôlei de Praia Sub-18 em Brno, ocasião na qual conquistaram a medalha de ouro ao lado de Levke Spinger e com esta formação de dupla conquistou a medalha de ouro do Campeonato Mundial de Vôlei de Praia Sub-18 de 2008 realizado em Haia .Na edição do Circuito Europeu de Vôlei de Praia de 2009 , conquistou o décimo terceiro posto no Masters de Blackpool quando competiu com Katarina Schillerwein; nesta mesma cidade ocorreu a edição do Campeonato Mundial de Vôlei de Praia Sub-21 de 2009 e jogando com Katharina Culav finalizou na nona posição.
Nas competições de 2010 atuou com Claudia Lehmann na edição do Circuito Mundial de Vôlei de Praia, quando pontuaram na vigésima quinta posição no Aberto de Brasília, trigésimo terceiro lugar nos Grand Slams de Roma, Klagenfurt, quadragésimo primeiro lugar no Aberto de Kristiansand, sem pontuação no Aberto de Xangai, Grand Slams de Moscou, Stavanger, Gstaad e nos abertos de Marseille e Aland, mesmo ocorrendo no Challenge de Varna e com o quinquagésimo terceiro posto no Satélite de Constança (Romênia); ainda em 2010 disputou com Victoria Bieneck a edição do Campeonato Mundial de Vôlei de Praia Sub-21 em Alanya e conquistaram a quarta posição.
Em 2011 ao lado de Christine Aulenbrock obteve o nono lugar no Satélite de Baden e o sétimo posto no Satélite do Chipre.E com Kira Walkenhorst conquistou a medalha de bronze na edição do Campeonato Europeu de Vôlei de Praia Sub-23.
Na temporada de 2012 do Circuito Mundial esteve novamente ao lado de Christine Aulenbrock não pontuaram no Aberto de Sanya e Grand Slam de Gstaad, pontuando com o trigésimo terceiro posto no Grand Slam de Berlin, conquistaram o terceiro lugar no Challenge de Seul .No Circuito Europeu de Vôlei de Praia de 2012, terminou com a atleta antes citada na trigésima sétima colocação.E novamente com Kira Walkenhorst conquistou a medalha de ouro no Campeonato Europeu de voleio de Praia Sub-23 de 2012 em Assen; depois com Stefanie Hüttermann finalizou na trigésima terceira posição no Satélite de Vaduz, não pontuaram no Grand Slam de Stare Jablonki e Aberto de Aland; e terminou no vigésimo quinto posto no Aberto de Bang Ssaen ao lado de Anika Krebs.Ao lado de Anni Schumacher conquistou a medalha de bronze no Campeonato Mundial Universitário de Vôlei de Praia em 2012 realizado em Maceió
Ao lado de  Julia Sude disputou o Circuito Alemão de Vôlei de Praia de 2013, finalizando na quarta posição na etapa de Norderney , conquistando os títulos em Mannheim, Sankt Peter-Ording, quarta posição em  Kühlungsborn e também em   Timmendorfer Strand, finalizando em quarto lugar na classificação geral.Também disputaram o Circuito Neozelandês de Vôlei de Praia de 2013 conquistando os títulos das etapas de Mairangi Bay, Hamilton Lake e Mount Maunganui.
Ainda em 2013 atuou Cinja Tillmann terminou na décima sétima posição no Grand Slam de Berlim, válido pelo  Circuito Mundial de Vôlei de Praia,  neste mesmo circuito esteve com Julia Sude na conquista do quadragésimo primeiro lugar na Etapa Satélite de Antália, décima sétima colocação nos Abertos de Anapa e Pukhet e também no Grand Slam de Xiamen, quinto lugar na Etapa Challenge de Seul, terceiro lugar na etapa Satélite de Montpellier sagraram-se vice-campeãs no Aberto de Durban; ainda juntas finalizaram no décimo terceiro lugar no Masters de Baden pelo Circuito Europeu de Vôlei de Praia de 2013. 
Também ao lado de Julia Sude conquistou os títulos das etapas de Montpellier e Rotemburgo pelo Circuito Zonal da WEVZA (Associação Zonal do Voleibol da Europa Ocidental) e ainda competiram na edição da Universíada de Verão de 2013, realizado em Cazã, e finalizando com a medalha de bronze.
Novamente com sua parceira Julia Sude disputou também a primeira edição do Campeonato Mundial Militar de Voleibol de Praia em 2014, sediado na cidade de  Warendorf, ao final conquistaram a medalha de ouro e foi premiada como a melhor jogadora da competição (MVP) .Pelo Circuito Alemão de Vôlei de Praia de 2014, iniciou ao lado de Julia Sude e conquistando o bronze na etapa de Münster e com Elena Kiesling alcançou o nono lugar na etapa de Timmendorfer Strand  e o bronze na etapa de Sankt Peter-Ording e Dresden.
Já pelo Circuito Mundial de Vôlei de Praia de 2014 iniciou com Julia Sude e conquistaram o título da Etapa Satélite de Anapa, além dos nonos lugares obtidos no Aberto de Fuzhou e no Grand Slam de Berlin, trigésimo terceiro lugar no Grand Slam de Moscou, quinto lugar no Aberto de Anapa, quarto lugar na etapa de Puerto Vallarta;juntas alcançaram o décimo sétimo lugar na Etapa Final do Circuito Europeu de Vôlei de Praia de 2014, Masters de Cagliari, neste mesmo circuito foram campeãs  do  Masters Bienna e também no Masters de Baku. Ainda pelo Circuito Mundial de 2014 competiu ao lado de Anni Schumacher e finalizaram na nona posição no do Grand Slam de Gstaad e Grand Slam de Stare Jablonki, além do vigésimo quinto lugar no Grand Slam de São Paulo; e ao lado de Julia Großner terminou na vigésima quinta colocação no Grand Slam de Haia.
Retomou a formação de dupla com Julia Sude no Circuito Mundial de Vôlei de Praia de 2015 conquistaram o vice-campeonato no Aberto de Fuzhou, além das nonas colocações nos Abertos de Lucerna e Puerto Vallarta, nos Grand Slam de Moscou, São Petersburgo e Long Beach, Major Series de Porec, vigésimo quinto lugar no Grand Slam de Olsztyn, quinto lugares nos Abertos de Praga e Rio de Janeiro, não pontuaram no Major Series de Stavanger, décimo sétimo lugares na edição do Campeonato Mundial de Vôlei de Praia de 2015 sediado nas cidades de Amsterdã, Roterdã, Apeldoorn e em Haia,, mesma colocação obtida no Major Series de Gstaad, no Grand Slam de Yokohama e também no Aberto de Xiamen, terminando na nona posição na edição do FIVB World Tour Finals de 2015 realizado em Fort Lauderdale;juntas ainda alcançaram o quinto lugar na Etapa Final do Circuito Europeu de Vôlei de Praia de 2015 realizado em Klagenfurt.Pelo Circuito Alemão de Vôlei de Praia de 2015 atuou com Julia Sude na conquista do quarto lugar na etapa de Timmendorfer Strand<.
No Circuito Alemão de Vôlei de Praia de 2016 repetiu a mesma parceria anterior terminando com o vice-campeonato em Timmendorfer Strand e continuaram juntas na temporada e alcançaram pelo Circuito Mundial de Vôlei de Praia a trigésima terceira posição no Grand Slam de Moscou, décimo sétimo lugar no Major Series de Hamburgo, nonas colocações nos Abertos de Maceió e Antália, Grand Slam do Rio de Janeiro e Olsztyn, também no Major Series de Klagenfurt; terminaram também com os quintos lugares nos Abertos de Vitória e Sochi, e também no Major Series de Gstaad, alcançando o quarto lugar no Aberto de Xiamen, bronze na etapa de Long Beach, vice-campeonato no Aberto de Fuzhou, campeãs no Major Series de Porec; disputaram também a edição do FIVB World Tour Finals de 2016, realizado em Toronto, ocasião do quinto lugar; e ainda cm Julia Sude dupla alcançou o quinto lugar na Etapa Final do Circuito Europeu de Vôlei de Praia realizado em Biel e foram campeãs no mesmo circuito do Masters de Jumala.
Em mais uma temporada ao lado de Julia Sude disputou o Circuito Alemão de Vôlei de Praia de 2017 quando finalizaram com o vice-campeonato em Münster e o título na etapa de Timmendorfer Strand e o título geral do circuito, juntas disputaram também a edição do Circuito Mundial de Vôlei de Praia de 2017, conquistando o bronze na etapa de Fort Lauderdale, categoria cinco estrelas, quinto lugares nas etapa do Rio de Janeiro, categoria quatro estrelas, e também de Moscou, categoria, três estrelas, décimo sétimo posto na etapa de Haia, categoria três estrelas, nona posição na etapa de Porec, categoria cinco estrelas, conquistaram a medalha de ouro na etapa de Gstaad, categoria cinco estrelas, quinta posição na etapa de , categoria quatro estrelas, mesmo posto obtido na edição do Campeonato Mundial de vôlei de Praia de 2017 em Vienna, mesmo posto obtido na edição do FIVB World Tour Finals de 2017 em Hamburgo. Ainda em 2017 participaram na edição Continental Cup “Presidentes Cup” em Long Beach, encerrando na quinta posição; conquistaram o título do Masters de Baden pelo Circuito Europeu de Vôlei de Praia de 2017e o bronze na Etapa Final realizada em Jumala, pelo mesmo circuito.
Nas competições de 2018 renovou parceria com Julia Sude e obteve pelo Circuito Mundial a décima sétima posição no torneio categoria cinco estrelas de Fort Lauderdale, ocorrendo o mesmo feito no torneio categoria cinco estrelas em Viena, obtendo o quinto lugar nos torneios categoria quatro estrelas de Xiamen e Ostrava, terminando na nona posição no torneio categoria quatro estrelas de Itapema, mas obtiveram a medalha de bronze no torneio Huntington Beach, obtendo também os vice-campeonatos no torneio categoria quatro estrelas de Warsaw e no torneio categoria cinco estrelas de Gstaad, sendo quartas colocadas no torneio categoria quatro estrelas em Moscou; na edição Finals World Tour de 2018 em Hamburgo terminou na quinta posição, mesma posição que obtiveram no Circuito Europeu de Vôlei de Praia de 2018 em Haia.

## Títulos e resultados
- Torneio 5* de Gstaad do Circuito Mundial de Vôlei de Praia:2017[5]
- Major Series de Porec do Circuito Mundial de Vôlei de Praia:2016[5]
- Etapa Satélite de Anapa do Circuito Mundial de Vôlei de Praia:2014[5]
- Torneio 4* de Gstaad do Circuito Mundial de Vôlei de Praia:2018[5]
- Torneio 4* de Warsaw do Circuito Mundial de Vôlei de Praia:2018[5]
- Aberto de Fuzhou do Circuito Mundial de Vôlei de Praia:2016[5]
- Aberto de Fuzhou do Circuito Mundial de Vôlei de Praia:2015[5]
- Aberto de Durban do Circuito Mundial de Vôlei de Praia:2013[5]
- Torneio 4* de Huntington Beach do Circuito Mundial de Vôlei de Praia:2018[5]
- Etapa de Fort Lauderdale (categoria cinco estrelas) do Circuito Mundial de Vôlei de Praia:2017[5]
- Aberto de Long Beach do Circuito Mundial de Vôlei de Praia:2016[5]
- Etapa Satélite de Montpellier do Circuito Mundial de Vôlei de Praia:2013[5]
- Challenge de Seul  do Circuito Mundial de Vôlei de Praia:2012[5]
- Torneio 4* de Moscou do Circuito Mundial de Vôlei de Praia:2018[5]
- Aberto de Xiamen do Circuito Mundial de Vôlei de Praia:2016[5]
- Aberto de Puerto Vallarta do Circuito Mundial de Vôlei de Praia:2014[5]
- Masters de Baden do Circuito Europeu de Vôlei de Praia:2017[22]
- Masters de Jumala do Circuito Europeu de Vôlei de Praia:2016[20]
- Masters de Baku do Circuito Europeu de Vôlei de Praia:2014[17]
- Masters de Bienna do Circuito Europeu de Vôlei de Praia:2014[16]
- Etapa de Rotemburgo  do Circuito Mundial de Vôlei de Praia:2013[5]
- Etapa de Montpellier do Circuito Mundial de Vôlei de Praia:2013[5]
- Circuito Alemão de Vôlei de Praia:2017[5]
- Circuito Alemão de Vôlei de Praia:2016[5]
- Circuito Alemão de Vôlei de Praia:2015[5]
- Etapa de Timmendorfer Strand do Circuito Alemão de Vôlei de Praia:2017[5]
- Etapa de Sankt Peter-Ording do Circuito Alemão de Vôlei de Praia:2013[5]
- Etapa Mannheim do Circuito Alemão de Vôlei de Praia:2013[5]
- Etapa de Mount Maunganui do Circuito Neozelandês de Vôlei de Praia:2013[5]
- Etapa de Hamilton Lake do Circuito Neozelandês de Vôlei de Praia:2013[5]
- Etapa de Mairangi Bay do Circuito Neozelandês de Vôlei de Praia:2013[5]
- Etapa de Münster do Circuito Alemão de Vôlei de Praia:2017[5]
- Etapa de Timmendorfer Strand do Circuito Alemão de Vôlei de Praia:2016[5]
- Etapa de Dresden do Circuito Alemão de Vôlei de Praia:2014[5]
- Etapa de Sankt Peter-Ording do Circuito Alemão de Vôlei de Praia:2014[5]
- Etapa de Münster do Circuito Alemão de Vôlei de Praia:2014[5]
- Etapa de Timmendorfer Strand do Circuito Alemão de Vôlei de Praia: 2015[5]
- Etapa de Timmendorfer Strand do Circuito Alemão de Vôlei de Praia: 2013[5]
- Etapa de Kühlungsborn do Circuito Alemão de Vôlei de Praia:2013[5]
- Etapa de Nordernay do Circuito Alemão de Vôlei de Praia:2013[5]
- Campeonato Mundial de Voleibol de Praia Sub-21:2010[6]

## Premiações Individuais
- MVP do Campeonato Mundial Militar de 2014[14]